# Paa hazarensis
Allopaa hazarensis là một loài ếch trong họ Ranidae.
Nó được tìm thấy ở Ấn Độ, Pakistan, có thể cả Bhutan, và có thể cả Nepal.
Các môi trường sống tự nhiên của chúng là các khu rừng vùng núi ẩm nhiệt đới hoặc cận nhiệt đới, vùng cây bụi nhiệt đới hoặc cận nhiệt đới vùng đất cao, sông, và đầm nước ngọt.